# Karl Struller
Karl Struller (ur. 13 sierpnia 1913, zm. 28 maja 1947 w Landsberg am Lech) – zbrodniarz hitlerowski, członek załogi obozu koncentracyjnego Mauthausen i SS-Stabsscharführer (nr identyfikacyjny w SS: 74800).
Urodził się w Weißenburg in Bayern (Bawaria). Służbę w Mauthausen pełnił od sierpnia 1939 do kwietnia 1945 jako członek sztabu komendantury obozu. Struller wielokrotnie dokonywał egzekucji indywidualnych, jak i również brał udział w masowych mordach na więźniach.
Po zakończeniu wojny Struller został skazany przez amerykański Trybunał Wojskowy w Dachau w procesie załogi Mauthausen-Gusen (US vs. Johann Altfuldisch i inni) na karę śmierci, którą wykonano przez powieszenie w więzieniu Landsberg w maju 1947.